# Fraccionamiento Villas de la Llave
Fraccionamiento Villas de la Llave är en ort i Mexiko.   Den ligger i kommunen Fortín och delstaten Veracruz, i den sydöstra delen av landet, 230 km öster om huvudstaden Mexico City. Fraccionamiento Villas de la Llave ligger 1 048 meter över havet och antalet invånare är 1 334.
Terrängen runt Fraccionamiento Villas de la Llave är huvudsakligen kuperad, men den allra närmaste omgivningen är platt. Runt Fraccionamiento Villas de la Llave är det tätbefolkat, med 550 invånare per kvadratkilometer. Närmaste större samhälle är Córdoba, 7,7 km sydost om Fraccionamiento Villas de la Llave. Trakten runt Fraccionamiento Villas de la Llave består till största delen av jordbruksmark.